# ОЗМ-72
- Смотрите так же другие значения терминов лягушка и ведьма

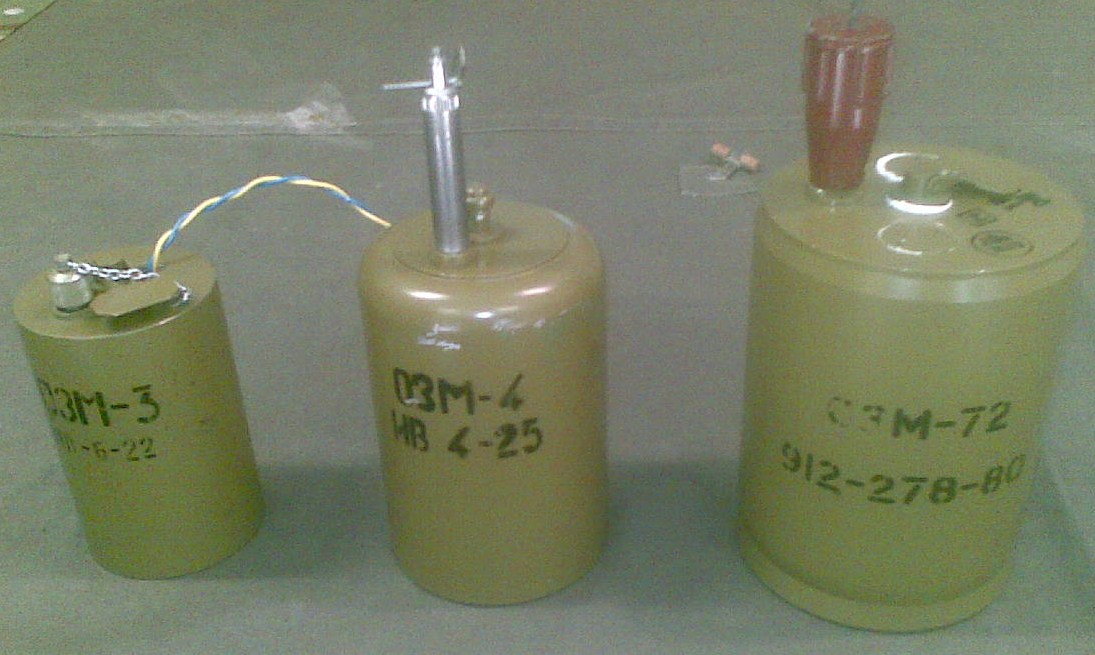
ОЗМ-3, ОЗМ-4 и ОЗМ-72

ОЗМ-72 — осколочная заградительная мина — противопехотная выпрыгивающая мина кругового поражения. Название в армейском жаргоне — «Лягушка» или «Ведьма». Среди сапёров широко используется фраза "засеять поле озимыми" (от аббревиатуры ОЗМ).

## История
Была разработана в СССР на основе советской мины ОЗМ-152 и принята на вооружение в 1973 году.
Первое боевое применение мины ОЗМ-72 произошло в ходе Афганской войны.
7 июня 1984 года произошёл трагический инцидент, связанный с ОЗМ-72. В ходе выдвижения на посадку в вертолёты  разведроты 345-го парашютно-десантного полка, при подрыве только 1 (одной) мины типа ОЗМ-72 погибло 4 и ранено 14 бойцов. Среди погибших на месте оказался командир роты капитан Белогрудов С.В, а 11 июня 1984 года от полученных ран при срабатывании этой мины, скончался и заместитель командира полка, подполковник Родионов С.М.. Мина была установлена  сапёрами этого же полка  в ходе предыдущей войсковой операции.
Во втором полугодии 2000 года пограничная охрана Узбекистана начала устанавливать мины ОЗМ-72 в приграничной полосе у границы с Таджикистаном

## Описание
Может использоваться со всеми взрывателями серии МУВ или МВЭ-72, а также в управляемом варианте. При срабатывании взрывателя (штатный взрыватель — МУВ 4) форс пламени воспламеняет пороховой замедлитель, который по центральной запальной трубке поджигает пороховой вышибной заряд. Последний выбрасывает боевую часть мины из «стакана» на высоту около 0,6—0,8 м. Срабатывание мины после подпрыгивания происходит под воздействием разматывающегося натяжного тросика, один конец которого закреплён на днище стакана, а второй за внутренний клиновидный замок, который приводит в действие взрыватель, подрывающий боевой заряд — это одно из конструктивных отличий от американского аналога — мины M16 APM, в которой используется пиротехнический замедлитель, и версии ОЗМ-3, также использующей пиротехнический замедлитель. Если мина не взлетела на нужную высоту, то взрыва не происходит совсем, однако использование натяжного тросика повышает надёжность боеприпаса. Поражение наносится готовыми поражающими элементами — 2400 роликов или шариков.

## Тактико-технические характеристики мины

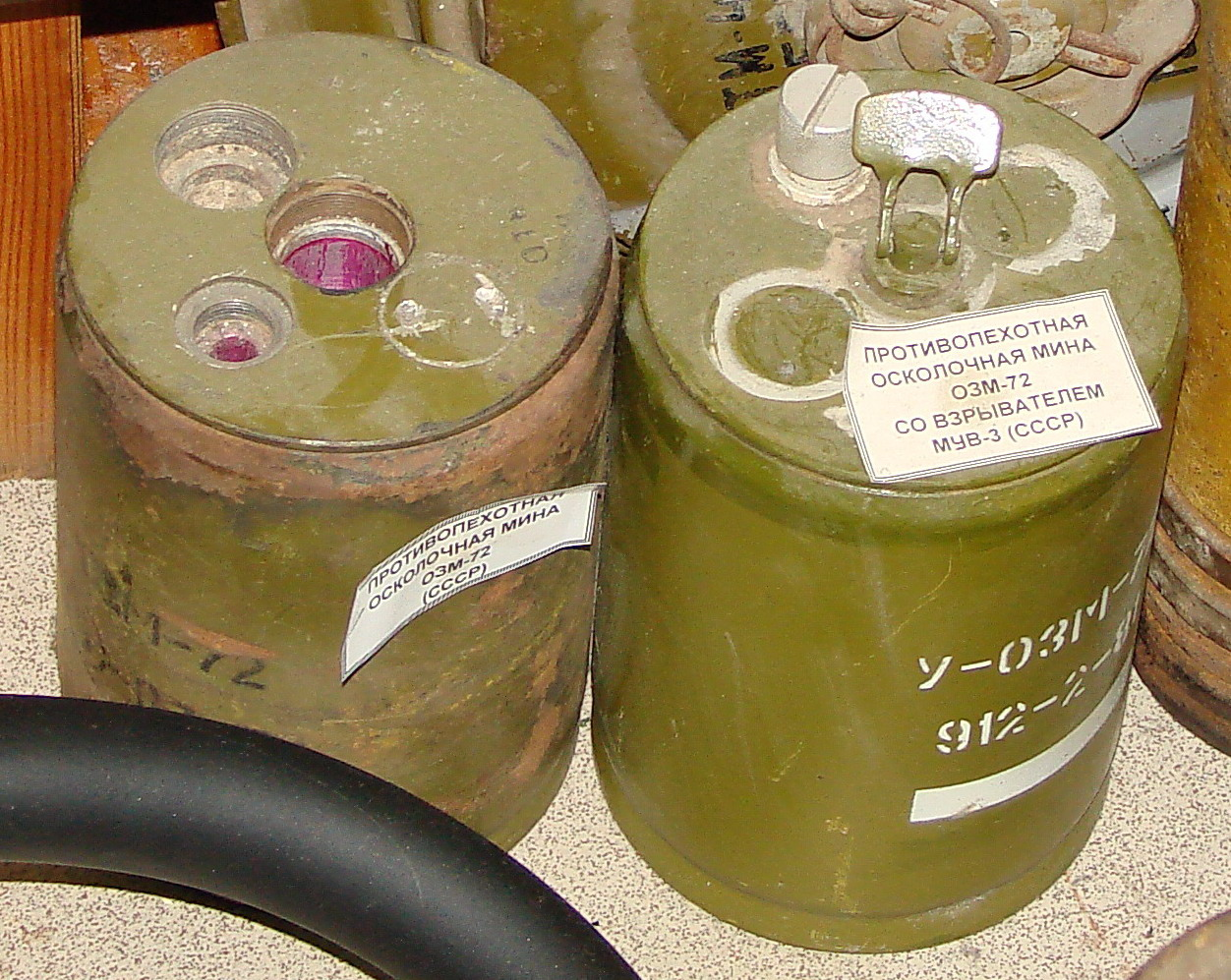
Мины ОЗМ-72

| Характеристика                      | Значение                                                   |
| ----------------------------------- | ---------------------------------------------------------- |
| Материал корпуса                    | сталь                                                      |
| Масса                               | 5 кг                                                       |
| Масса взрывчатого вещества (тротил) | 660 г                                                      |
| Поражающие элементы                 | 2400 стальных шариков или роликов                          |
| Диаметр                             | 10,8 см                                                    |
| Высота корпуса                      | 17,2 см                                                    |
| Чувствительность                    | 1—17 кг                                                    |
| Радиус сплошного поражения          | 25 м                                                       |
| Температурный диапазон применения   | −60…+60 °С                                                 |
| Применяемый взрыватель              | МУВ-2, МУВ-3, МУВ-4 (все без запала), МВЭ-72, МВЭ-НС       |
| Используемый запал                  | капсюль-детонатор №8А                                      |
| Извлекаемость                       | не имеет элементов неизвлекаемости                         |
| Тип датчика цели                    | натяжной или обрывной (зависит от применяемого взрывателя) |

## Оттавский договор

Тёмно-голубым обозначены страны, полностью отказавшиеся от шпрингмин, светлоголубым — частично отказавшиеся, серым — не подписавшие договор

После заключения Оттавского договора ряд стран решили сохранить свои мины ОЗМ, но перевести их в режим командного подрыва только путем уничтожения всех взрывателей, которые могут быть без разбора активированы случайными прохожими гражданскими лицами или животными. Некоторые страны отказались подписывать этот договор, некоторые сделали это с поправками, в частности, Белоруссия решила сохранить 200 000 ОЗМ-72.
Высоко военизированные страны, включая РФ, США, КНР, Индию, Израиль, Иран и Пакистан, а так же менее военизированные страны, как например Египет, Монголия и Казахстан, тоже отказались подписывать этот договор.
- Выпрыгивающая мина
- ОЗМ-3
- ОЗМ-4